# Rochebonne (zone)
Pour les articles homonymes, voir Rochebonne.
La zone Rochebonne est une zone de météorologie maritime des bulletins larges de Météo-France située le long des côtes françaises de l'Atlantique. Elle s'étend de 46°30'N à 45°N et de 6°W jusqu'au rivage.

## Situation et description
La zone Rochebonne est en vigueur depuis la mise en place en 2002 du découpage international Metarea, défini par le Système mondial de détresse et de sécurité en mer. Elle est incluse dans la région Metarea II. Ce secteur était couvert dans le système antérieur utilisé par la météo marine française par une partie de la zone Nord Gascogne et une partie de la zone Sud Gascogne.
Elle tire son nom du plateau de Rochebonne, haut-fond du golfe de Gascogne.
Elle touche le rivage approximativement entre Les Sables-d'Olonne, au nord, et la côte du Médoc (en Gironde) au niveau de Lacanau, au sud.
Elle est bordée par les zones de :
- Yeu au nord ;
- Pazenn à l'ouest ;
- Cantabrico au sud.